# Die Brautschau
Die Brautschau ist ein Schwank (ATU 1452). Er steht in den Kinder- und Hausmärchen der Brüder Grimm ab der 2. Auflage von 1819 an Stelle 155 (KHM 155) und stammt aus Johann Rudolf Wyss’ Idyllen, Volkssagen, Legenden und Erzählungen aus der Schweiz (Anmerkung zu Die Apfelprobe). Er gelangte auch in Ernst Heinrich Meiers Deutsche Volksmärchen aus Schwaben (1852), ebenfalls als Die Brautschau (Nr. 30).

## Inhalt

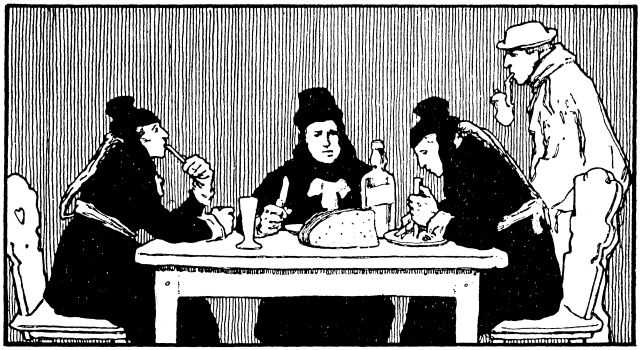
Illustration von Otto Ubbelohde, 1909

Einem Hirten, der heiraten will und sich zwischen drei Schwestern nicht entscheiden kann, rät seine Mutter, sie einzuladen und zu schauen, wie sie den Käse anschneiden. Die erste verschlingt ihn so, die zweite schneidet die Rinde unsauber ab, die dritte schält ihn ordentlich. Die nimmt er und lebt mit ihr glücklich.
Vergleiche: KHM 156 Die Schlickerlinge.

## Herkunft
Grimms Anmerkung gibt als Quelle den Anmerkungsteil zu Die Apfelprobe bei Johann Rudolf Wyss an: Ein Hirte wählt aus drei Schwestern die, die beim Käseschneiden das rechte Maß hält. Grimms vergleichen bei Meier Nr. 30, Müllenhoff S. 413 und Schütze „holst. Idiot. 1, 334, 35“: Ein junger Mann lässt drei Schwestern seinen Schlüssel in den Flachssocken fallen und nimmt die, die ihn ihm am nächsten Tag bringt. Anders sei die persische Erzählung Reise der Söhne Giaffars, wo die Züchtigste vor Fischen das Gesicht bedeckt, weil Männchen dabei sein könnten.
Der Schwank steht auch 1852 in Ernst Heinrich Meiers Deutsche Volksmärchen aus Schwaben als Nr. 30. Meier verortet seine Quelle mündlich in Derendingen, nennt aber auch Grimms Version und Müllenhoffs „Sagen, Märchen usw.“ „S. 413 und 586.“